# Americiu

Americiu

Structura electronică a atomului de americiului

Americiul este un element chimic sintetic din sistemul periodic al elementelor cu simbolul Am și numărul atomic 95. Este un metal radioactiv din seria actinidelor. El a fost cel de-al patrulea element transuranian descoperit, fiind obținut prin bombardarea plutoniului cu neutroni și numit după continentul America, prin analogie cu europiul (acestea două fiind și singurele denumite după continente).

## Istoric
Americiul a fost sintetizat pentru prima oară de Glenn Seaborg, Leon Morgan, Ralph James și Albert Ghiorso la sfârșitul anului 1944 la Metallurgical Laboratory al Universității din Chicago (cunoscut acum ca Argonne National Laboratory). Echipa de cercetători a obținut izotopul 241Am supunând 239Pu la reacții succesive de capturare de neutroni într-un reactor nuclear . S-a obținut astfel 240Pu și apoi 241Pu, care s-a dezintegrat în 241Am prin dezintegrare beta. Seaborg a obținut brevetul de invenție SUA nr. 3156523 pentru "Elementul 95 și metoda de producere a acestuia".
Descoperitorii americiului au ales un mijloc neconvențional de anunțare a reușitei lor: în timpul unui spectacol de radio american pentru copii, numit Quiz Kids, emis la data de 11 noiembrie 1945. Omul de știință invitat era un chimist de 33 de ani, pe nume Glenn T. Seaborg, care lucrase la un program atomic strict secret de a produce două noi elemente chimice, curiumul și americiul. Americiul a ieșit la iveală ca o parte a proiectului Alianței de dezvoltare a armelor nucleare, așa că descoperirea acestuia a fost secretizată până la sfârșitul Celui De-al Doilea Război Mondial. Existența sa a fost anunțată cu câteva zile după emisie, iar în anul următor Seaborg propune numele de Americiu, după continentul unde a fost produs.

## Caracteristici

### Proprietăți fizice

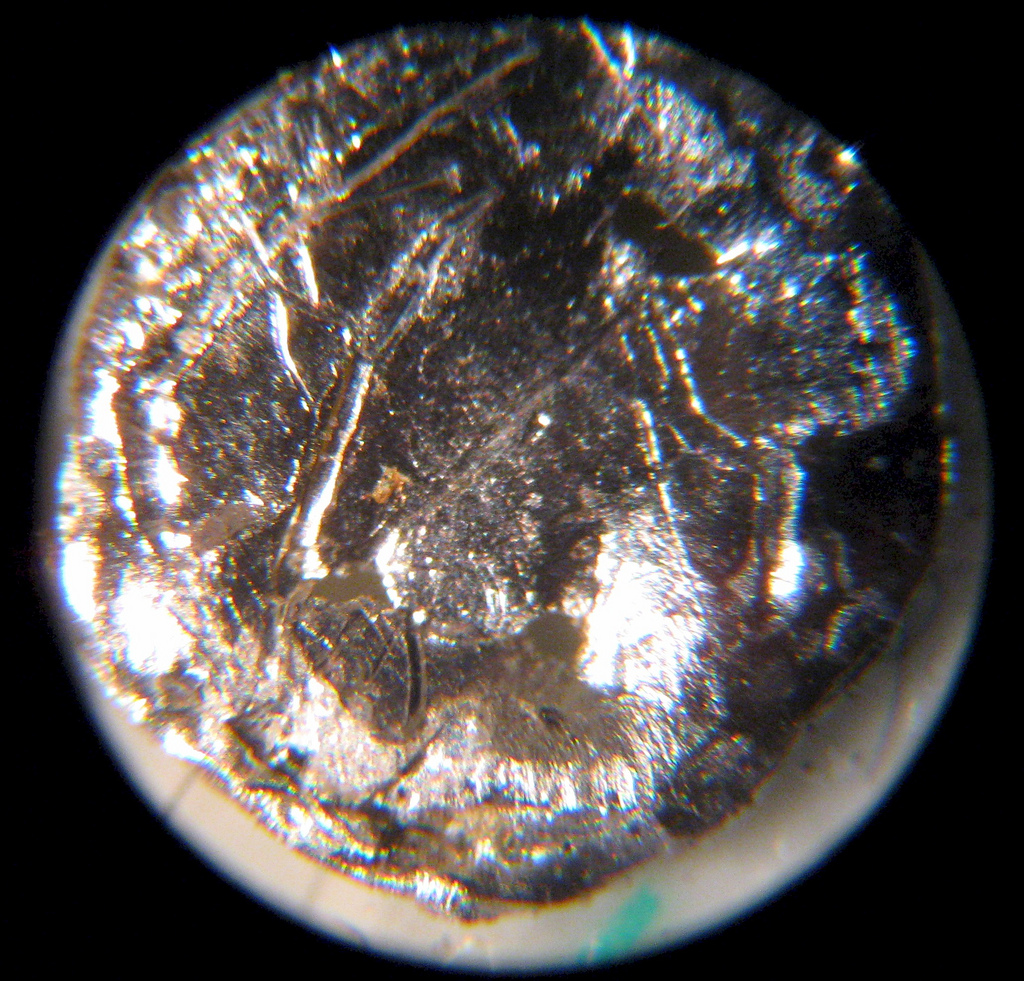
Americiu

Americiul pur este alb-argintiu, lucius, dar în aer uscat, la temperatura camerei, se întunecă și își pierde luciul. Este mai deschis la culoare decât plutoniul sau neptuniul. Americiul este mai maleabil decât neptuniul sau uraniul. Intensitatea emisiei alfa a americiului 241 este de cca. trei ori mai mare decât cea a radiului. În cantități mai mari, americiul 241 emite radiații gama intense care pot duce la probleme de iradiere pentru cei care manipulează elementul. Masa critică pentru americiul 241 este de aproximativ 60 kg, deci considerabil mai mare decât cea a izotopilor de plutoniu sau de uraniu, astfel încât este puțin probabilă folosirea sa pentru realizarea de arme atomice.

## Izotopi
Sunt cunoscuți 18 radioizotopi ai americiului, cu greutăți atomice de la 231,046 unități (231Am) până la 249,078 unități (249Am). Cei mai stabili sunt 243Am cu un timp de înjumătățire de 7370 ani și 241Am cu un timp de înjumătățire de 432,2 ani, toți ceilalți izotopi având timpi de înjumătățire mai scurți de 51 de ore, iar majoritatea chiar mai scurți de 100 de minute. De asemenea, elementul are 8 metastări, cea mai stabilă fiind 242mAm (cu un timp de înjumătățire de 141 ani).

## Aplicații
Americiul poate fi produs în cantități de câteva kilograme, având și unele aplicații  practice. Astfel, o mică (0,2 mg) cantitate de americiu 241 este folosită într-un tip de detector de fum ca sursă de radiație ionizantă. De asemenea, americiul 241 este utilizat ca sursă portabilă de raze gama pentru aparate radiologice. Cea mai mare parte a americiului 241 produs în lume este însă folosită pentru obținerea de 242Cm ca etapă intermediară pentru obținerea de 238Pu.

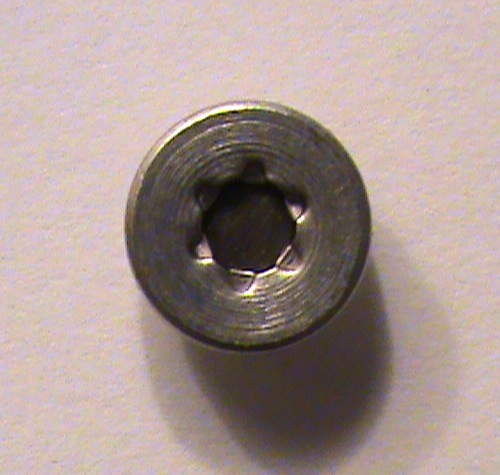
Detector de fum (cu americiu)

Americiul 242 este un emițător de neutroni și este ca atare utilizat uneori în radiografia cu neutroni. Acest izotop este însă prea scump pentru a fi produs în cantități utilizabile.

## Aspecte biologice
Americiul nu are implicare biologică, deoarece este un metal greu și artificial. S-a încercat utilizarea unor bacterii pentru a strânge urmele de americiu din apele râurilor. Bacteriile Enterobactericeae din genul Citrobacter au fost singurele ce au putut precipita ionii de americiu din soluțiile apoase.

## Americiul și sănătatea
Americiul este un element extrem de radioactiv. Atât el, cât și compușii săi sunt ținuți în laboratoare, în încăperi speciale. Deși majoritatea izotopilor americiului emit radiații alfa, ce sunt blocate de materialele obișnuite de protecție, anumiți izotopi de americiu emit radiații gamma și neutroni ce au un grad de penetrare mai mare. Dacă, accidental este ingerat americiu, acesta este eliminat în câteva zile și doar 0,05% este absorbit în sânge. Din această cantitate 45% se duce către ficat și 45% către oase, iar restul de 10% se elimină. Doza din ficat poate varia de la individ la individ și în funcție de vârstă și doza absorbită. În oase, americiul se depozitează, la început, în zona corticală și trabeculară, ca mai apoi în tot osul. Perioada biologică de înjumătățire a 241 Am este de 50 de ani în oase și de 20 de ani în ficat, însă în gonade (testicule și ovare) americiul rămâne permanent; în toate aceste organe, americiul favorizează apariția celulelor canceroase, datorită puternicei sale radioactivități.